# Giải vô địch bóng đá Đông Nam Á 2007
Giải vô địch bóng đá Đông Nam Á 2007 là mùa giải thứ sáu của Giải vô địch bóng đá Đông Nam Á, giải đấu bóng đá dành cho các đội tuyển bóng đá quốc gia trong khu vực Đông Nam Á do Liên đoàn bóng đá Đông Nam Á (AFF) tổ chức. Giải đấu diễn ra từ ngày 13 tháng 1 đến ngày 4 tháng 2 năm 2007, với vòng bảng được đồng tổ chức tại Thái Lan (bảng A) và Singapore (bảng B). Từ vòng bán kết, các trận đấu sẽ diễn ra theo thể thức hai lượt đi và về (sân nhà-sân khách).
Singapore đã bảo vệ thành công ngôi vô địch AFF Cup sau khi giành chiến thắng trước Thái Lan với tổng tỉ số 3–2 qua hai lượt trận chung kết, trở thành đội thứ hai ba lần đăng quang của Đông Nam Á.
Theo kế hoạch, giải đấu này diễn ra vào cuối năm 2006, nhưng do chậm trễ trong việc tìm kiếm tài trợ sau khi hãng bia Tiger rút lui và lịch thi đấu dự kiến trùng thời điểm diễn ra Đại hội Thể thao châu Á 2006 ở Qatar, Liên đoàn bóng đá Đông Nam Á đã quyết định dời giải đấu sang đầu năm 2007.

## Vòng loại
5 đội tuyển xếp hạng thấp nhất gồm Brunei, Đông Timor, Campuchia, Lào, và Philippines phải tham dự vòng sơ loại tại Philippines từ ngày 12 đến ngày 20 tháng 12 năm 2006 để chọn ra hai đội vào vòng chung kết. 

### Các đội tuyển tham dự vòng chung kết
| Quốc gia    | Tư cách tham dự | Thành tích tốt nhất lần trước            |
| ----------- | --------------- | ---------------------------------------- |
| Thái Lan    | Chủ nhà         | Vô địch (1996, 2000, 2002)               |
| Singapore   | Chủ nhà         | Vô địch (1998, 2004)                     |
| Indonesia   | Đặc cách        | Á quân (2000, 2002, 2004)                |
| Malaysia    | Đặc cách        | Á quân (1996)                            |
| Myanmar     | Đặc cách        | Hạng tư (2004)                           |
| Việt Nam    | Đặc cách        | Á quân (1998)                            |
| Lào         | Nhất vòng loại  | Vòng bảng (1996, 1998, 2000, 2002, 2004) |
| Philippines | Nhì vòng loại   | Vòng bảng (1996, 1998, 2000, 2002, 2004) |

## Địa điểm
| Băng Cốc                  | Băng Cốc                                | Hà Nội                        |
| ------------------------- | --------------------------------------- | ----------------------------- |
| Sân vận động Supachalasai | Sân vận động Thể thao Quân đội Thái Lan | Sân vận động Quốc gia Mỹ Đình |
| Sức chứa: 40.000          | Sức chứa: 20.000                        | Sức chứa: 40.192              |
|                           |                                         |                               |
| Singapore                 | Singapore                               | Shah Alam                     |
| Sân vận động Quốc gia     | Sân vận động Jalan Besar                | Sân vận động Shah Alam        |
| Sức chứa: 55.000          | Sức chứa: 6.000                         | Sức chứa: 80.372              |
|                           |                                         |                               |

## Vòng chung kết

### Vòng bảng

#### Bảng A
- Tất cả các trận đấu được tổ chức tại Thái Lan.
- Thời gian được liệt kê là UTC+7.

| Đội         | Tr | T | H | B | BT | BB | HS | Đ |
| ----------- | -- | - | - | - | -- | -- | -- | - |
| Thái Lan    | 3  | 2 | 1 | 0 | 6  | 1  | +5 | 7 |
| Malaysia    | 3  | 1 | 1 | 1 | 4  | 1  | +3 | 4 |
| Myanmar     | 3  | 0 | 3 | 0 | 1  | 1  | 0  | 3 |
| Philippines | 3  | 0 | 1 | 2 | 0  | 8  | −8 | 1 |

| Malaysia                                                    | 4 – 0    | Philippines |
| ----------------------------------------------------------- | -------- | ----------- |
| Hairuddin 9', 80' · Nizaruddin 16' · Del Rosario 69' (l.n.) | Chi tiết |             |

| Thái Lan   | 1 – 1    | Myanmar        |
| ---------- | -------- | -------------- |
| Nutnum 94' | Chi tiết | Si Thu Win 25' |

| Malaysia | 0 – 0    | Myanmar |
| -------- | -------- | ------- |
|          | Chi tiết |         |

| Thái Lan                                         | 4 – 0    | Philippines |
| ------------------------------------------------ | -------- | ----------- |
| Chaikamdee 15', 28' · Thonkanya 21' · Samana 84' | Chi tiết |             |

| Myanmar | 0 – 0    | Philippines |
| ------- | -------- | ----------- |
|         | Chi tiết |             |

| Thái Lan       | 1 – 0    | Malaysia |
| -------------- | -------- | -------- |
| Chaikamdee 48' | Chi tiết |          |

#### Bảng B
- Tất cả các trận đấu được tổ chức tại Singapore.
- Thời gian được liệt kê UTC+8.

| Đội       | Tr | T | H | B | BT | BB | HS  | Đ |
| --------- | -- | - | - | - | -- | -- | --- | - |
| Singapore | 3  | 1 | 2 | 0 | 13 | 2  | +11 | 5 |
| Việt Nam  | 3  | 1 | 2 | 0 | 10 | 1  | +9  | 5 |
| Indonesia | 3  | 1 | 2 | 0 | 6  | 4  | +2  | 5 |
| Lào       | 3  | 0 | 0 | 3 | 1  | 23 | −22 | 0 |

| Indonesia                     | 3 – 1    | Lào             |
| ----------------------------- | -------- | --------------- |
| Atep 51', 75' · Saktiawan 67' | Chi tiết | Saysongkham 13' |

| Singapore | 0 – 0    | Việt Nam |
| --------- | -------- | -------- |
|           | Chi tiết |          |

| Indonesia     | 1 – 1    | Việt Nam           |
| ------------- | -------- | ------------------ |
| Saktiawan 90' | Chi tiết | Supardi 35' (l.n.) |

| Singapore | 11 – 0   | Lào |
| --- | -------- | --- |
| Ridhuan 10' · Noh Alam Shah 11', 24', 61', 72', 76', 88', 90+2' · Shahril Ishak 47' · Khairul Amri 71' · Dickson 78' | Chi tiết |     |

| Việt Nam                                                                                          | 9 – 0    | Lào |
| ------------------------------------------------------------------------------------------------- | -------- | --- |
| Lê Công Vinh 1', 28', 58' · Phan Thanh Bình 29', 73' (ph.đ.), 81', 84' · Nguyễn Văn Biển 45', 90' | Chi tiết |     |

| Singapore                             | 2 – 2    | Indonesia                    |
| ------------------------------------- | -------- | ---------------------------- |
| Noh Alam Shah 10' (ph.đ.) · Indra 52' | Chi tiết | Ilham 27' · Zaenal Arief 56' |

### Vòng đấu loại trực tiếp
Trong vòng đấu loại trực tiếp, luật bàn thắng sân khách, hiệp phụ (không áp dụng luật bàn thắng sân khách) và loạt sút luân lưu sẽ được sử dụng, nếu cần thiết, để xác định đội thắng cuộc.
|  | Bán kết | Bán kết   | Bán kết  | Bán kết | Bán kết |   |    | Chung kết | Chung kết | Chung kết | Chung kết | Chung kết |
|  |         |           |          |         |         |   |    |           |           |           |           |           |
|  | A2      | Malaysia  | 1        | 1       | 2 (4)   |   |    |           |           |           |           |           |
|  | B1      | Singapore | 1        | 1       | 2 (5)   |   |    |           |           |           |           |           |
|  |         |           |          |         |         |   | B1 | Singapore | 2         | 1         | 3         |           |
|  |         | A1        | Thái Lan | 1       | 1       | 2 |    |           |           |           |           |           |
|  | B2      | Việt Nam  | 0        | 0       | 0       |   |    |           |           |           |           |           |
|  | A1      | Thái Lan  | 2        | 0       | 2       |   |    |           |           |           |           |           |

#### Bán kết
Lượt đi
| Malaysia  | 1 – 1    | Singapore     |
| --------- | -------- | ------------- |
| Hardi 57' | Chi tiết | Alam Shah 73' |

| Việt Nam | 0 – 2    | Thái Lan                     |
| -------- | -------- | ---------------------------- |
|          | Chi tiết | Thonglao 28' · Thonkanya 81' |

Lượt về
| Singapore                                         | 1 – 1 (s.h.p.) | Malaysia                                         |
| ------------------------------------------------- | -------------- | ------------------------------------------------ |
| Ridhuan 74'                                       | Chi tiết       | Eddy Helmi 57'                                   |
| Loạt sút luân lưu                                 |                |                                                  |
| Indra · Alam Shah · Mustafic · Fazrul · Shi Jiayi | 5 – 4          | Hardi · Rezal · Samransak · Thirumurgan · Khyril |

Tổng tỉ số là 2–2. Singapore thắng 5–4 bằng loạt đá luân lưu 11m.
| Thái Lan | 0 – 0    | Việt Nam |
| -------- | -------- | -------- |
|          | Chi tiết |          |

Thái Lan thắng với tổng tỉ số 2–0.

#### Chung kết
Lượt đi
| Singapore                                | 2 – 1    | Thái Lan  |
| ---------------------------------------- | -------- | --------- |
| Noh Alam Shah 17' · Mustafic 83' (ph.đ.) | Chi tiết | Pipat 50' |

Lượt về
| Thái Lan  | 1 – 1    | Singapore |
| --------- | -------- | --------- |
| Pipat 49' | Chi tiết | Amri 82'  |

Singapore thắng với tổng tỉ số 3–2.

## Giải thưởng
| Cầu thủ xuất sắc nhất | Chiếc giày vàng |
| --------------------- | --------------- |
| Noh Alam Shah         | Noh Alam Shah   |

## Cầu thủ ghi bàn
| - Atep - Saktiawan Sinaga | - Hairuddin Omar - Khairul Amri | - Muhammad Ridhuan - Nguyễn Văn Biển |

| - Ilham Jaya Kesuma - Zaenal Arief - Sounthalay Saysoungkham - Mohammad Hardi Jaafar | - Eddy Helmi Abdul Manan - Mohd Nizaruddin Yusof - Si Thu Win - Sharil Ishak | - Itimi Dickson - Indra Sahdan Daud - Mustafic Fahrudin |

## Tài trợ

### Nhà tài trợ chính
- The Asahi Shimbun
- Fly Emirates
- Epson Corporation
- JCB-Globo
- Konica-Minolta
- Maxell
- Toshiba
- Toyota
- Yamaha[4]

### Nhà tài trợ phụ
- FamilyMart
- Hyundai
- Makita
- Nike
- Nikon

## Bảng xếp hạng giải đấu
| Pos                 | Đội         | Pld | W | D | L | GF | GA | GD  |
| ------------------- | ----------- | --- | - | - | - | -- | -- | --- |
| Chung kết           |             |     |   |   |   |    |    |     |
| 1                   | Singapore   | 7   | 2 | 5 | 0 | 18 | 6  | +12 |
| 2                   | Thái Lan    | 7   | 3 | 3 | 1 | 10 | 4  | +6  |
| Bán kết             |             |     |   |   |   |    |    |     |
| 3                   | Việt Nam    | 5   | 1 | 3 | 1 | 10 | 3  | +7  |
| 4                   | Malaysia    | 5   | 1 | 3 | 1 | 6  | 3  | +3  |
| Bị loại ở vòng bảng |             |     |   |   |   |    |    |     |
| 5                   | Indonesia   | 3   | 1 | 2 | 0 | 6  | 4  | +2  |
| 6                   | Myanmar     | 3   | 0 | 3 | 0 | 1  | 1  | 0   |
| 7                   | Philippines | 3   | 0 | 1 | 2 | 0  | 8  | –8  |
| 8                   | Lào         | 3   | 0 | 0 | 3 | 1  | 23 | –22 |